# 黑噪鹛
黑噪鹛（学名：Garrulax lugubris）是噪鹛属的一种，分布于马来西亚、泰国和印度尼西亚。该物种的保护状况被评为无危。
黑噪鹛的栖息地包括亚热带或热带的湿润低地林和亚热带或热带的湿润山地林。